# Kim Eu-ro
Kim Eu-ro (koreanisch 김유로; * 7. Oktober 1999 in Yangpyeong) ist ein südkoreanischer Radrennfahrer, der auf Straße und Bahn aktiv ist.

## Sportlicher Werdegang
Kim entwickelte als Jugendlicher ein Interesse für Radsport und wechselte bewusst auf eine Mittelschule mit Radsportabteilung. Als Junior gewann Kim 2016 das international besetzte koreanische Nachwuchs-Etappenrennen Tour de DMZ. 2017, als das Rennen Teil des UCI-Juniorencups war, belegte er in der letzten Etappe den zweiten Platz hinter dem späteren U23-Weltmeister Jewgeni Fedorow. Bei den Asienmeisterschaften auf der Bahn holte er drei Medaillen, darunter den Titel im Punktefahren.
Nach seiner Juniorenzeit gehörte er seit 2018 dem LX Cycling Team an, einem südkoreanischen Kontinentalteam. 2019 wurde er als jüngster Fahrer jemals koreanischer Meister im Straßenrennen. Im Oktober des Jahres gewann er bei den vorgezogenen Asienmeisterschaften 2020 die Titel im Punktefahren und im Madison.
In den Jahren darauf konnte er infolge der Corona-Pandemie kaum Rennen absolvieren. Erst Mitte 2022 kam der Rennbetrieb in Asien wieder in Gang, seitdem gewann Kim Silbermedaillen bei den Bahn-Asienmeisterschaften, den koreanischen Straßenmeisterschaften sowie den Asienspielen. Sein fünfter Platz bei den Straßen-Asienmeisterschaften bedeutete für sein Land die Olympia-Qualifikation im Straßenrennen. Im Jahr darauf erzielte er seinen bisher größten Erfolg, indem er bei den Asienmeisterschaften 2024 in Almaty den Titel im Straßenrennen errang.
Kim vertrat sein Land im olympischen Straßenrennen 2024, das er auf dem 66. Platz abschloss. Davon abgesehen trat er außerhalb Asiens oder bei Weltmeisterschaften bislang nicht in Erscheinung.

## Erfolge
2017
 Asienmeister – Punktefahren (Junioren)
 Asienmeisterschaften – Mannschaftsverfolgung (Junioren), mit Ha Jae-min, Bae Seung-been und Joo Mid-eum
 Asienmeisterschaften – Scratch (Junioren)
2019
 Südkoreanischer Meister – Straßenrennen
 Asienmeister – Punktefahren, Madison (mit Shin Dong-in)
2022
 Asienmeisterschaften – Punktefahren
2023
 Asienspiele – Madison (mit Shin Dong-in)
2024
 Asienmeister – Straßenrennen
2025
 Asienmeisterschaften – Madison (mit Park Sang-hoon)